# João Fantoni
João Fantoni, genannt Ninão, in Italien auch Fantoni I (* 24. Juli 1905 in Belo Horizonte; † 19. Juli 1982 in Belo Horizonte), war ein brasilianisch-italienischer Fußballspieler und -trainer. Ninão, dessen Laufbahn sich in den 1930ern und -40ern abspielte, trat für Cruzeiro Belo Horizonte, damals noch bekannt unter Palestra Itália, sowie Lazio Rom an.
João Fantoni entstammte einer Familie, die gleich drei Fußballbrüder hervorbrachte. Neben ihm noch Leonízio und Orlando. Zu diesen gesellte sich noch sein Vetter Otávio. Er war der Erstgeborene und wurde daher auch Fantoni I genannt.

## Karriere
Nachdem er bei Palestra Itália sehr erfolgreich gespielt hatte, ging Ninão 1930 nach Italien zu Lazio Rom. Diesen Weg trat er gemeinsam mit seinem Vetter Otávio (Fantoni II) an. 1932 trat auch noch sein Bruder Leonízio dem Club bei. Dieser wurde Fantoni III oder auch Niginho genannt. Sein Anfang war mit sechs Treffern in zehn Spielen bemerkenswert. Fünf Jahre blieb er in Rom, konnte aber keinen Titel gewinnen. In 113 Ligaspielen soll er 38 Tore erzielt haben.
Nach dem Ende seiner Spielerkarriere wurde Ninão 1942 Mitglied im Verwaltungsrat von Palestra Itália. 1943 übernahm er dann für ein Jahr auch den Posten des Trainers. Er konnte die Mannschaft zur Staatsmeisterschaft von Minas Gerais führen.

## Kurioses
Am 24. Dezember 1933, beim 2:2 im Auswärtsspiel bei Juventus Turin soll Ninão mit einem heftigen Tritt dem Gegenspieler Raimundo Orsi das rechte Wadenbein gebrochen haben. Dieses wurde vom Schiedsrichter aber nicht wahrgenommen und somit nicht geahndet.
Bei der höchsten Niederlage in der Geschichte von Palestra Itália, dem 2:9 gegen Atlético Mineiro am 27. November 1927, erzielte Ninão die einzigen zwei Treffer seines Clubs. Er erzielte auch die meisten Tore in einem Spiel für Palestra Itália. Beim 14:0 gegen Alves Nogueira am 17. Juni 1928 traf er zehn Mal.
Sein Bruder Orlando spielte nach dem Zweiten Weltkrieg ebenfalls bei Lazio, die Zählung des Familiennamens wurde dort fortgesetzt und dieser somit zu Fantoni IV.
Auch seine Söhne Benito und Fernando Fantoni wurden Fußballspieler. Benito wurde nach Benito Mussolini benannt, welcher die Kosten für die Geburt von Benito übernahm, nachdem sein Vater ein Tor für Lazio erzielt hatte. Fernando Fantoni spielte auch bei Lazio, er wurde hier Fantoni V genannt.

## Erfolge
Als Spieler
- Staatsmeisterschaft von Minas Gerais (3): 1928, 1929, 1930 mit Palestra Itália

Als Trainer
- Staatsmeisterschaft von Minas Gerais: 1943 Palestra Itália